# Département de l'Éducation (Irlande du Nord)
Pour les articles homonymes, voir Département de l'Éducation.
Le département de l'Éducation (en anglais : Department of Education) est le département ministériel dévolu d'Irlande du Nord chargé de l'enseignement, de la jeunesse et de la formation.
Le poste est occupé par Paul Givan depuis le 3 février 2024.

## Fonctions

### Missions
Le département est responsable des politiques dans les domaines : 
- de l'éducation pré-scolaire ;
- de l'enseignement primaire, post-primaire, spécial ;
- de la jeunesse ;
- des relations entre les citoyens et l'école ;
- de la formation et des salaires des professeurs

Tout ce qui concerne l'enseignement supérieur, la formation professionnelle et la formation continue relève en revanche du département de l'Économie.

### Organismes
Au moyen de l'inspection de l'Éducation et de la Formation, le département évalue et rapporte la qualité de l'enseignement, ainsi que la formation et l'éducation des professeurs. Par ailleurs, l'administration du système éducatif est déléguée à cinq comités de l'Éducation et des Bibliothèques à compétence sub-régionale, établis par le département.

## Histoire
À la suite du référendum du 23 mai 1998 sur l'accord du Vendredi saint, et la sanction royale de la loi sur l'Irlande du Nord de 1998 le 19 novembre suivant, une Assemblée et un Exécutif sont établis par le gouvernement travailliste du Premier ministre Tony Blair. Ce processus, connu sous le nom de « dévolution », poursuit le but de donner à l'Irlande du Nord son propre pouvoir législatif.
En décembre 1999, sur la base de la loi sur l'Irlande du Nord, le décret sur les départements d'Irlande du Nord institue le « département de l'Éducation ».
Entre le 12 février et le 30 mai 2000, puis du 15 octobre 2002 au 8 mai 2007, la dévolution est suspendue et le département passe sous administration directe d'un ministre du bureau pour l'Irlande du Nord, qui constitue l'un des départements ministériels du Royaume-Uni.

## Titulaires
| Nom                                          | Nom               | Dates           | Dates           | Parti |
| -------------------------------------------- | ----------------- | --------------- | --------------- | ----- |
|                                              | Martin McGuinness | 2 décembre 1999 | 11 février 2000 | SF    |
| Suspension des institutions nord-irlandaises |                   |                 |                 |       |
|                                              | Martin McGuinness | 30 mai 2000     | 14 octobre 2002 | SF    |
| Suspension des institutions nord-irlandaises |                   |                 |                 |       |
|                                              | Caitríona Ruane   | 8 mai 2007      | 16 mai 2011     | SF    |
|                                              | John O'Dowd       | 16 mai 2011     | 25 mai 2016     | SF    |
|                                              | Peter Weir        | 25 mai 2016     | 2 mars 2017     | DUP   |
| Suspension des institutions nord-irlandaises |                   |                 |                 |       |
|                                              | Peter Weir        | 11 janvier 2020 | 14 juin 2021    | DUP   |
|                                              | Michelle McIlveen | 14 juin 2021    | 27 octobre 2022 | DUP   |
| Suspension des institutions nord-irlandaises |                   |                 |                 |       |
|                                              | Paul Givan        | 3 février 2024  | en cours        | DUP   |